# Prexaspes ambiguus
Prexaspes ambiguus är en insektsart som först beskrevs av Stoll 1813.  Prexaspes ambiguus ingår i släktet Prexaspes och familjen Pseudophasmatidae. Inga underarter finns listade i Catalogue of Life.